# Penitenciarul Vlădeni
Penitenciarul Vlădeni (oficial: Formația 0888 – Coloană de Muncă M.I.) a fost un penitenciar (lagăr de muncă) din Vlădeni, județul Ialomița, România în perioada 1958-1977. Acesta a mai fost numit Colonia de Muncă Vlădeni fiind creat pentru reeducarea „elementelor dușmănoase”. Este unul dintre cele 76 colonii de muncă înființate de comuniști în România prin care au dorit reeducarea persoanelor considerate o amenințare pentru regim. Persoanele încarcerate ca și în celelalte lagăre erau forțate să muncească până la epuizare unele murind. Persoanele încarcerate aici au construit Penitenciarul Slobozia între 1970-1972.